# A-Division 2010
L'A-Division 2010 fu la 25ª edizione della massima serie del campionato bhutanese di calcio disputato tra il 26 giugno e il 17 agosto 2010 e concluso con la vittoria del Yeedzin FC, al suo secondo titolo.

## Classifica finale
|  |    | Classifica finale 2010 | Pti | G  | V  | N | P  | GF | GS | DR  |
|  | -- | ---------------------- | --- | -- | -- | - | -- | -- | -- | --- |
|  | 1. | Yeedzin                | 34  | 12 | 11 | 1 | 0  | 48 | 11 | +37 |
|  | 2. | Drukpol                | 25  | 12 | 8  | 1 | 3  | 46 | 15 | +31 |
|  | 3. | Transport Utd          | 25  | 12 | 8  | 1 | 3  | 33 | 19 | +14 |
|  | 4. | Druk Star              | 22  | 12 | 7  | 1 | 4  | 38 | 20 | +18 |
|  | 5. | Choden                 | 9   | 12 | 3  | 0 | 9  | 17 | 39 | -22 |
|  | 6. | Druk Athletic          | 7   | 12 | 2  | 1 | 9  | 15 | 56 | -41 |
|  | 7. | Nangpa                 | 1   | 12 | 0  | 1 | 11 | 14 | 51 | -37 |

### Verdetti
- Yeedzin FC campione del Bhutan 2010 e qualificato in Coppa del Presidente dell'AFC 2011.